# 頼岳寺
頼岳寺（らいがくじ）は、長野県茅野市にある曹洞宗の寺院。山号は少林山。

## 概要

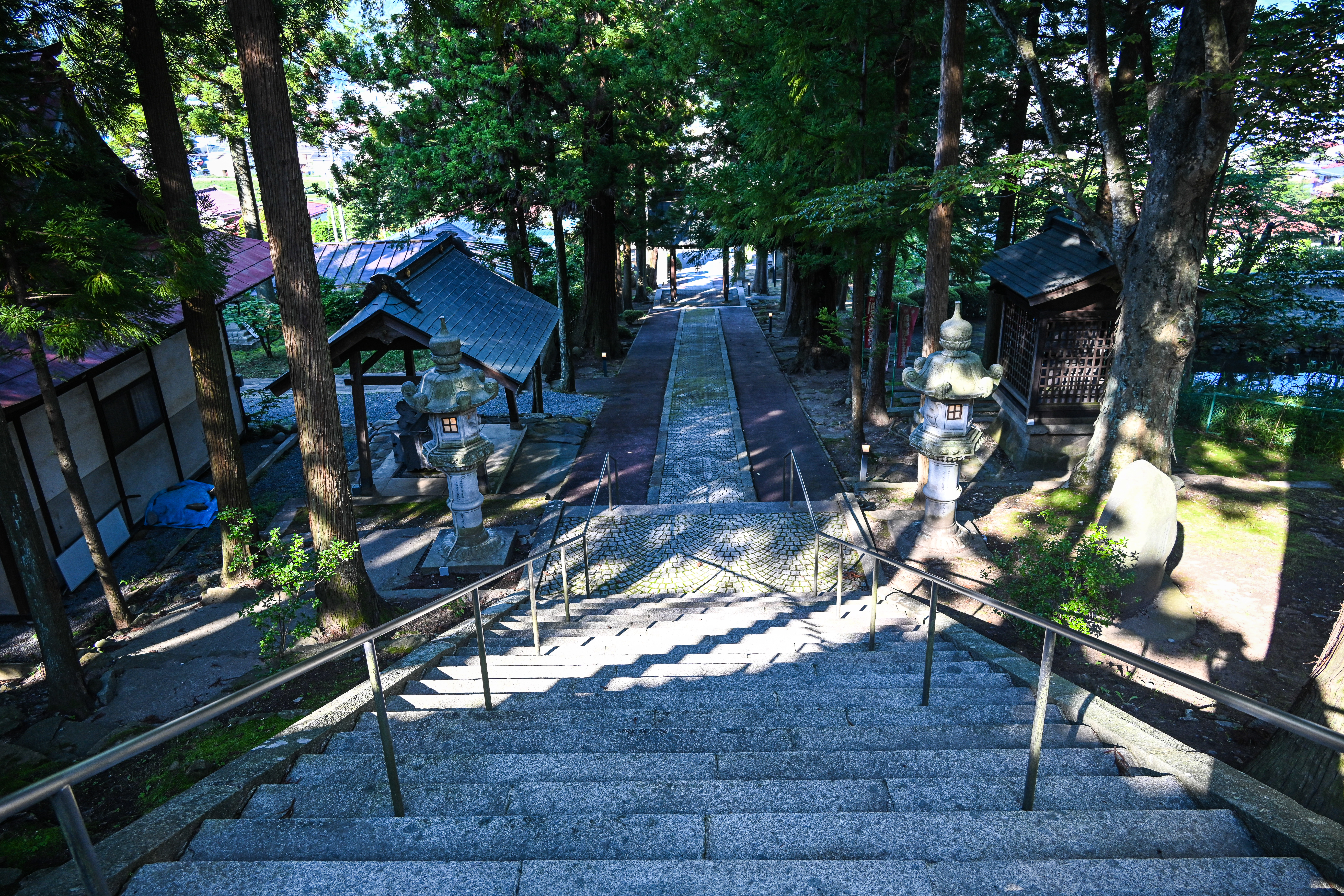
頼岳寺参道

戦国時代、徳川家康家臣団の関東移封により諏訪頼水が上野国にあった頃、雙林寺十三世の大通関徹和尚に参禅し、江戸時代に旧領諏訪郡を安堵された後に招聘し、戦国時代に焼失した永明寺から什器を移して、寛永8年（1631年）に菩提寺として開基とした。寺号は頼水の法名「頼岳院殿」にちなむ。
裏山には入母屋単層で朱塗りの廟所があり、頼水、父諏訪頼忠（永明寺殿）、頼水の母「理昌院殿」が祀られている。周囲の墓地には大祝家、二の丸家老をはじめ、諏訪高島藩重臣の伽藍塔、宝篋印塔が立ち並ぶ。
本尊の釈迦如来は丈が71cmで、運慶、湛慶の合作という。往時には寺領1000石、年々斎米6俵、永代法会料250俵、薪300駄を受け、「鵞湖禅林」として参禅の僧侶が常時30人を下ることがなかったという。
安政6年（1859年）、明治34年（1901年）に火災に遭い、現在の本堂は大正時代に再建されたが、内陣正面の欄間には立川和四郎冨昌の手になる唐破風の彫刻が施されている。　
高島藩主諏訪家墓所（頼岳寺と諏訪市温泉寺墓所の一括指定）が国の史跡に指定されている。

## 交通アクセス

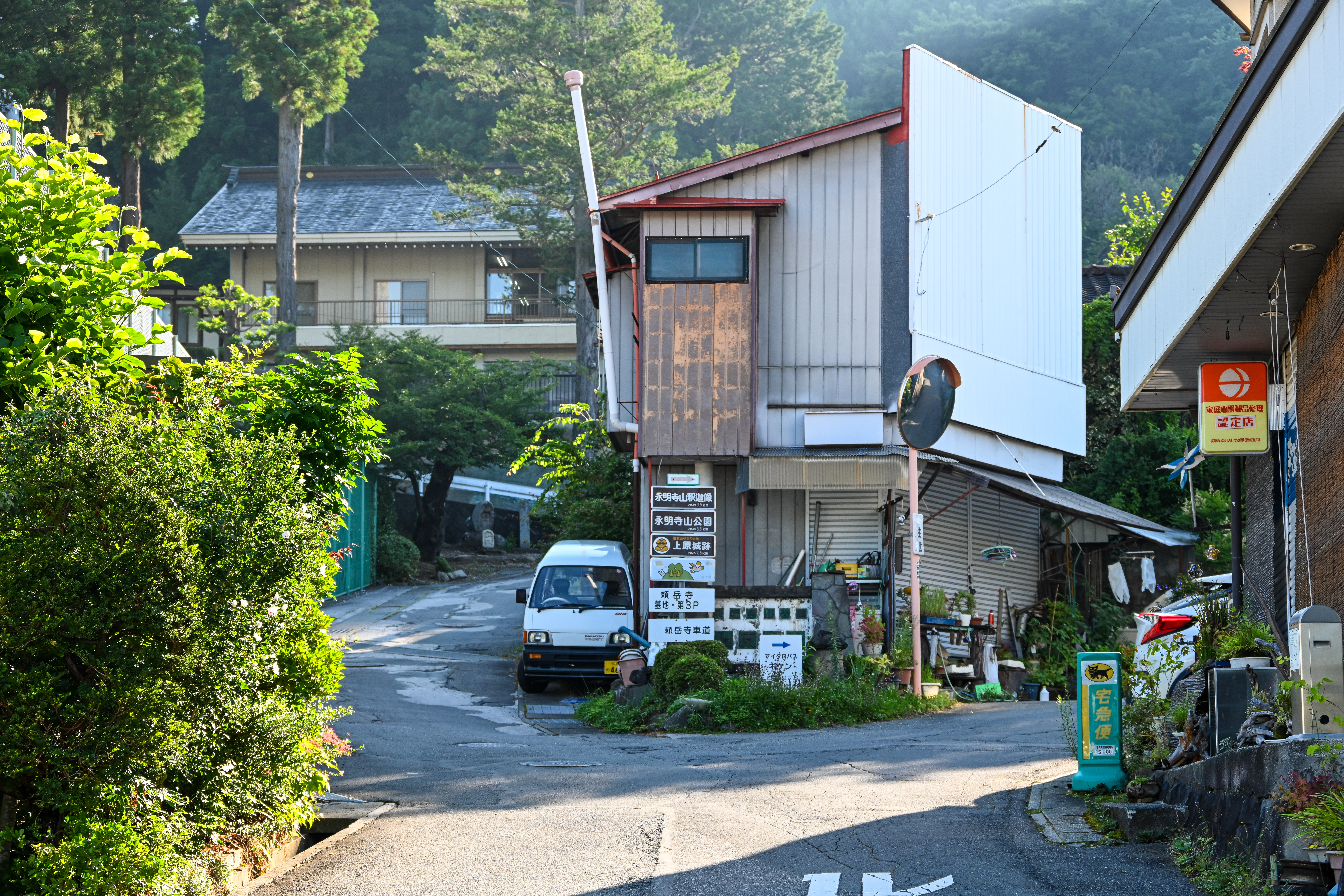
頼岳寺脇Y字坂

- 中央自動車道諏訪ICから国道20号経由で車で約7分
- JR中央本線茅野駅から諏訪バスにて岡谷線で約10分、頼岳寺下バス停下車（下車徒歩5分）